# Mickey Lemle
Mickey Lemle is een Amerikaans filmregisseur en -producent sinds 1971 van speelfilms, televisieseries en documentaires. Hij behaalde een bachelor op de Brandeis Universiteit.
Hij diende voor het Amerikaanse Vredescorps in Nepal en is bestuursvoorzitter van Tibet Fund.
Met de documentaire Compassion in Exile: The Life of the 14th Dalai Lama behaalde hij verschillende prijzen en werd hij tweemaal genomineerd voor een Emmy Award, in de categorieën beste regisseur en beste documentaire.

## Filmografie
- The Other Side of the Moon (1990)
- Our Planet Earth (1991)
- Compassion in Exile: The Life of the 14th Dalai Lama (1993)
- Hasten Slowly: The Journey of Sir Laurens van der Post (1997)
- Ram Dass, Fierce Grace (2001)